# Oficina de la Decencia
La Oficina de la Decencia (Ufficio dell'Onestà) fue una magistratura que se encargó del control de la prostitución en la ciudad de Florencia durante los siglos XV y XVI. La Onestà fue creada el 30 de abril de 1403 por el gobierno de la ciudad y permaneció en funcionamiento hasta su disolución en 1680, cuando sus funciones fueron integradas en el tribunal penal de la ciudad.
La creación de la Oficina de la Decencia fue una más de las municipalizaciones de la prostitución que se dieron en gran parte de Europa occidental en este periodo. En particular, en otras ciudades italianas también se crearon órganos similares, como la Uffici delle Bollette en Bolonia. Esta tendencia pudo estar motivada por dos factores: un afán de sacar rendimiento económico a una práctica percibida como inevitable,  así como por ser un medio para eliminar las prácticas homosexuales en la ciudad.

## Estructura
La Oficina de la Decencia la formaba un consejo de magistrados que decidía sobre regulación y licencias de prostitución y también administraba justicia en dicho ámbito, y dos grupos de trabajadores que lo auxiliaban en sus tareas.
El consejo lo componían ocho miembros elegidos por insaculación, con la exclusión de los gibelinos como ciudadanos elegibles. Cada seis meses se renovaban la mitad de los magistrados con el objetivo de que siempre hubiese veteranos en el consejo. No recibían salario por pertenecer al consejo, sino que percibían un porcentaje de las tasas que pagaban las prostitutas para conseguir las licencias, motivando así el desempeño de su trabajo.
Además de los oficiales del consejo, la Oficina contaba con cuatro funcionarios: notario, un tesorero con camarlengo, y un secretario, y también con seis mensajeros para la tareas de notificaciones y arrestos. Los puestos de funcionario eran renovados cada dos meses y también debían ser ocupados por güelfos. Además de un porcentaje de las tasas como los magistrados, el tesorero y el notario recibían un salario pagado por la Signoria de Florencia.

## Funciones y actuación
Las labores del consejo eran administrativas, incluyendo la expedición de licencias y permisos a las prostitutas, y judiciales, que incluían la investigación y, en su caso, juicio de las posibles violaciones de la regulación. Los magistrados de la Onestà tenían la autoridad para castigar a prostitutas y proxenetas (que no a clientes), e incluso dictar las penas oportunas cuando no estaban todavía contempladas, que llegaron a incluir la pena de muerte a partir de 1417, o la gogna o cepo en 1463; si bien lo más habitual eran las multas.
La regulación tenía como uno de sus objetivos principales distinguir claramente a la prostituta de la "mujer decente". Las herramientas habituales para lograrlo eran prescripciones sobre la vestimenta y la segregación, si bien se vendían exenciones que revelaban un superpuesto afán recaudatorio. Por ejemplo, a partir de 1577 no se permitía a las prostitutas montar en coches de caballos durante el día, moverse por la ciudad sin un permiso (que expedía la propia Onestà previo pago de tasa) y, además de prohibirles llevar oro, plata o perlas, debían vestir un lazo amarillo que las identificaba. Asimismo, se regulaban los espacios en los que podían residir y ejercer las prostitutas. La prostitución estuvo excluida de las cercanas a las iglesias, las entradas de la ciudad o, en particular, al Palazzo della Signoria,aunque algunas restricciones estaban ya en pie anteriormente.Además, a partir de 1547 se especificó en qué calles podían residir las prostitutas. Estas se encontraban cerca del Mercado Viejo, que había sido históricamente el distrito de la prostitución.
Desde sus inicios, la Onestà administró un burdel municipal en Florencia, mantenido con una partida proporcionada por la Signoria. A dicho burdel se destinaba a las mujeres designadas como meretrici por el consejo (aprobado con el voto a favor de dos tercios) y también podían acudir a él prostitutas que se registrasen voluntariamente con la Oficina.No se crearon más burdeles municipales posteriormente y en la segunda mitad del siglo la prostitución privada retomó las calles una aparente inacción de las autoridades. Evidencia de esto es que de media se registraron solamente veintiún condenas al año entre 1441 y 1523, lo que Brackett sugiere que constituye un número «insuficiente como para indicar una actuación seria».
En 1544 Cosme I de Médici encargó al Conservatori di Legge la supervisión de la Onestà para atajar problemas de corrupción internos.Además, redirigió los ingresos de la Oficina al convento de las convertite, que acogía a mujeres que dejaban la prostitución. Esta relación se estrechó en las décadas posteriores llegando al punto de que muchas chicas se registraban con la Onestà solo para poder acceder al convento, que ofrecía una merjor alternativa de vida, como informa la abadesa del convento de las convertite a Fernando II de Médici en una carta.